# Chone gracilis
Chone gracilis är en ringmaskart som beskrevs av Moore 1906. Chone gracilis ingår i släktet Chone och familjen Sabellidae. Inga underarter finns listade i Catalogue of Life.